# Conchologie

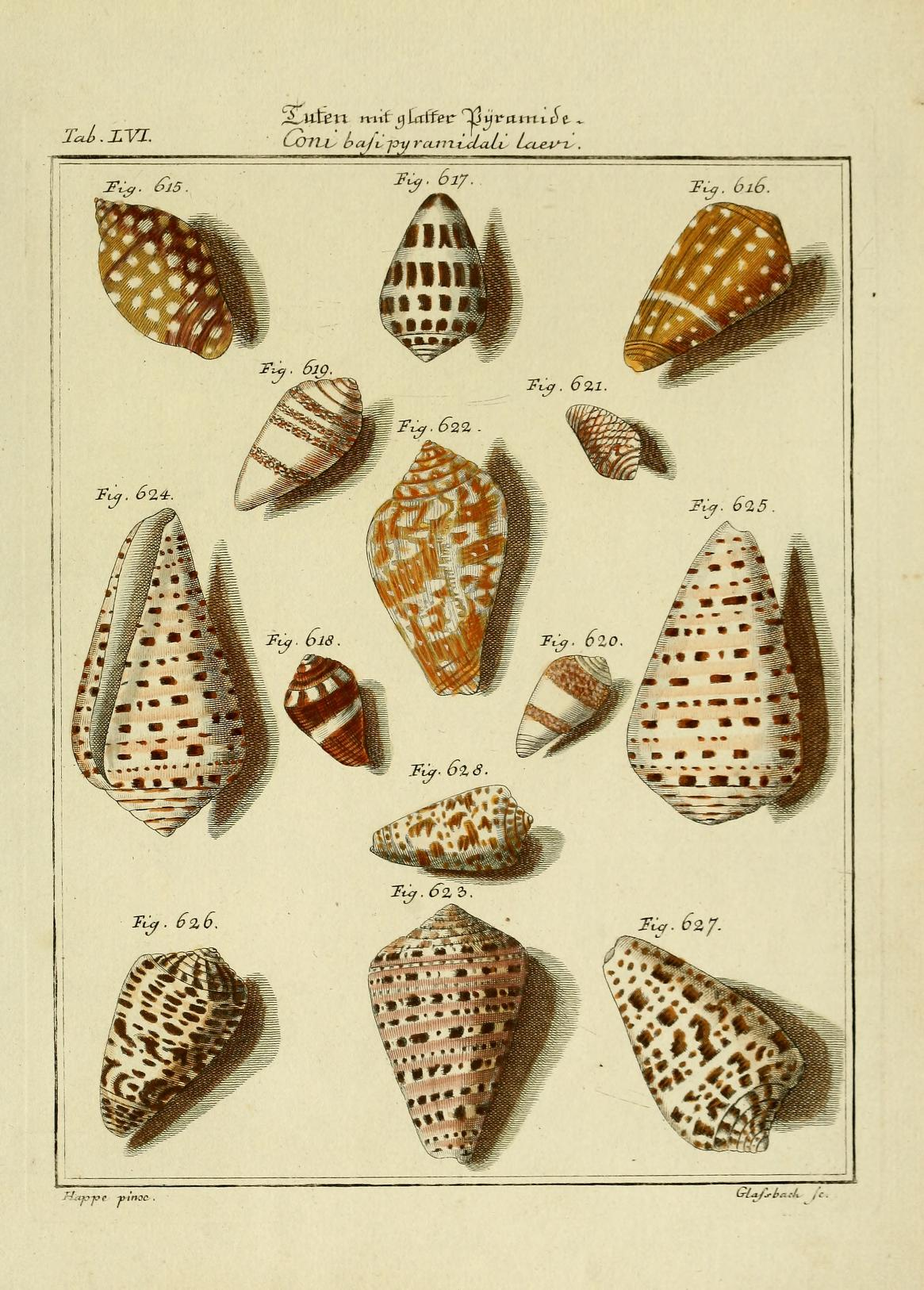
Seite aus dem Buch Neues systematisches Conchylien-Cabinet mit Abbildungen von Kegelschneckengehäusen.

Die Conchologie (altgriechisch κόγχη [konche] und lateinisch concha, „Muschel“, und altgriechisch λόγος [lógos], „Lehre“) befasst sich als Teilgebiet der Zoologie und gleichzeitig der Malakologie primär mit dem Studium der Schalen von Schalenweichtieren. Daneben wird auch die Bezeichnung Conchyologie oder Konchyliologie verwendet, abgeleitet vom Wort Conchylien (deutsch auch Conchilien, Schalen der Weichtiere, von lateinisch conchilium); im Französischen werden die Begriffe Conchyologie oder meistens Conchyliologie verwendet. Vielfach wird die Unterscheidung zwischen Malakologie und Conchologie heute als künstlich empfunden und die Verwendung des einen oder anderen Namens resultiert im Wesentlichen aus der jeweiligen Tradition.

## Allgemeines
Obwohl sich das Wort Conchologie etymologisch nur auf Muscheln bezieht, wird in der Praxis die Beschäftigung mit allen Gruppen schalentragender Weichtiere verstanden. Zusätzlich umfasst Conchologie vielfach sogar auch das Studium der Weichtiere selbst (insbesondere der Schnecken, Muscheln, Käferschnecken und Kahnfüßer). Auch Schalenteile (z. B. Operculum) sind Gegenstand der Conchologie. Neben den genannten Gruppen gehören auch die Kopffüßer dazu, die zwar (mit Ausnahme der Perlboote) über keine äußeren Schalen verfügen, weil diese sich im Laufe der Evolution zu inneren Schalen entwickelten und so u. a. nunmehr dem Auftrieb dienen. Andere Gruppen, wie die Nacktkiemer, haben ihr Schalenskelett komplett, innen sowie außen, verloren bzw. wurde es durch eine knorpelige Struktur ersetzt – auch sie gelten vielfach als Forschungsgegenstand der Conchologie.

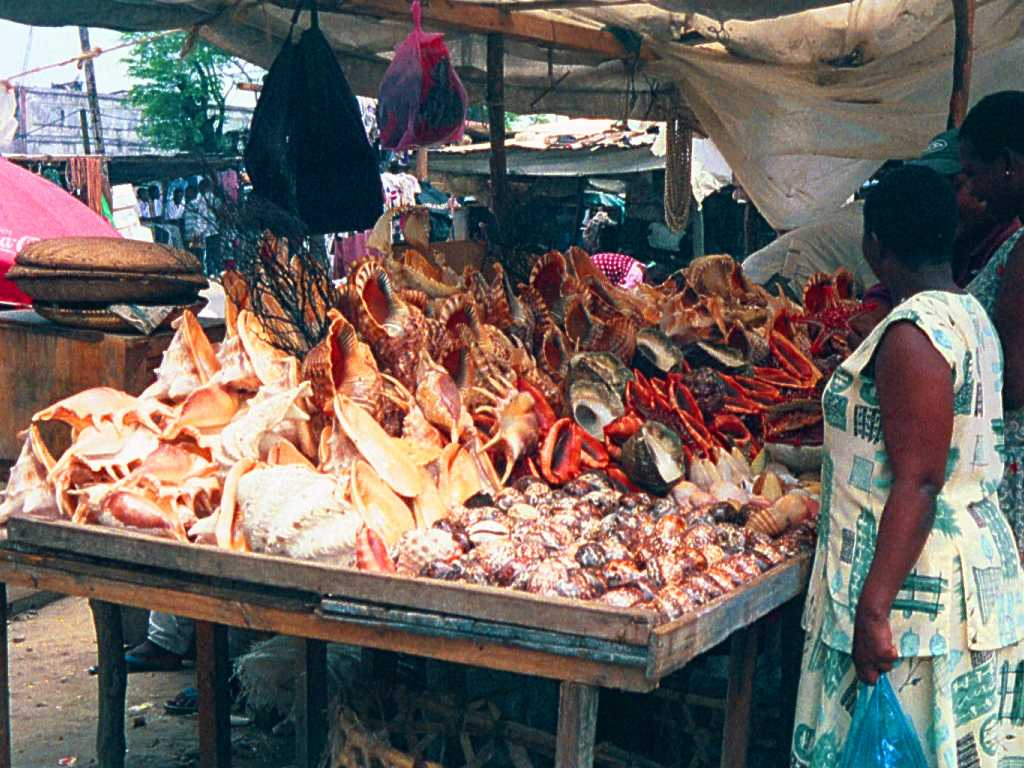
Eine Händlerin in Tansania verkauft Schnecken auf dem Markt

Zumeist beginnt das Interesse an diesem Fachgebiet eher zufällig mit dem Sammeln von Muschelschalen der erkennbaren Ästhetik und der extrem hohen Unterschiedlichkeit von Form, Farbe und Gestalt der Schalen wegen.

## Geschichte der Conchologie
Das Sammeln von Muscheln hat eine lange Tradition, denn das Muschelfleisch diente als willkommenes Nahrungsmittel und aus den Muschelschalen konnte man Schmuck herstellen. Man findet aus Muscheln gefertigte Halsketten bereits in der Steinzeit, manche sogar weit entfernt von größeren Gewässern oder Meeren, was darauf schließen lässt, dass diese Schmuckstücke als Handelsware dienten. Diese waren so weit verbreitet, dass man sie bei nahezu allen Ausgrabungen findet, etwa in Tempelruinen der Azteken, bei Ausgrabungen im antiken China oder in alten Indus-Kulturen.
Auch haben Muscheln eine lange Tradition als Zahlungsmittel. Besonders die Gehäuse der Kaurischnecken waren sehr weit als solches verbreitet und fanden zwischen dem 13. Jahrhundert vor Christus bis vereinzelt ins 20. Jahrhundert hinein nahezu weltweit entsprechende Verwendung.
Während der Renaissance begannen die Menschen schöne Dinge in sogenannten Wunderkammern zu sammeln und der Öffentlichkeit zugänglich zu machen. Wegen ihrer Attraktivität, ihrer Mannigfaltigkeit und ihrer Allgegenwärtigkeit nahmen Muscheln einen großen Platz in solchen Sammlungen ein. Muscheltragende Weichtiere finden sich nahezu überall am Meer und auch an vielen Land- und Süßwasserhabitaten. Gegen Ende des siebzehnten Jahrhunderts begann man sich wissenschaftlich mit Muscheln zu beschäftigen. Martin Lister veröffentlichte zwischen 1685 und 1692 die Historia Conchyliorum, das erste umfassende conchologische Werk mit über 1000 Zeichnungen und Gravuren. Friedrich Martini, Johann Hieronymus Chemnitz und Lorenz Spengler lieferten weitere frühe Beiträge.

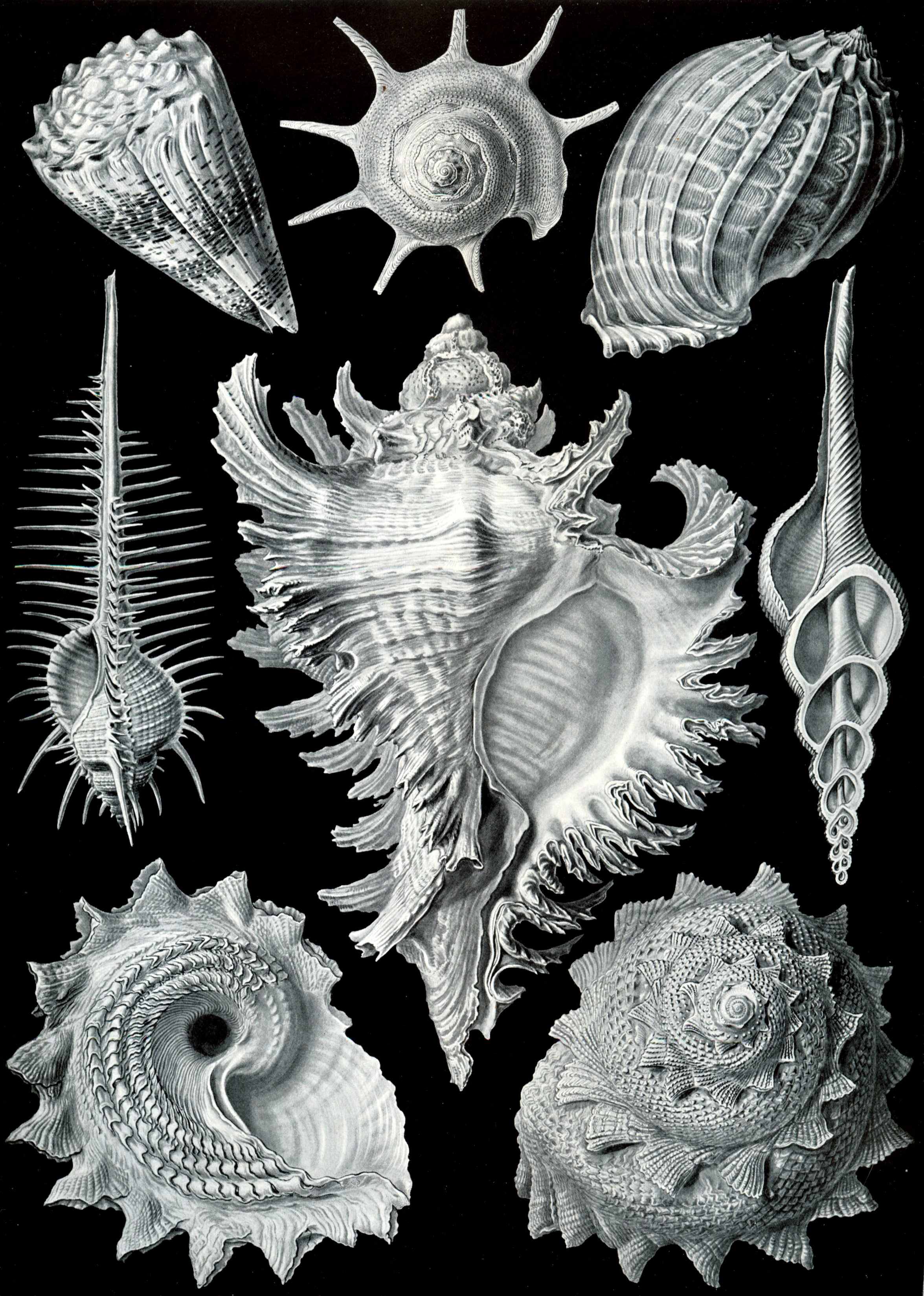
Stich aus Ernst Haeckels Kunstformen der Natur von 1904

Georg Eberhard Rumpf (Georgius Everhardus Rumphius; 1627–1702) war ein anderer wichtiger und gleichzeitig früher Conchologist, der seine Erkenntnisse 1705 in dem Werk Amboinische Raritäten-Kammer oder Abhandlung von den steinschaalichten Thieren welche man Schnecken und Muscheln nennet veröffentlichte. Auch von mehreren Schicksalsschlägen und sogar einer Erblindung ließ sich G. Rumpf nicht von seiner Forschungsarbeit abbringen. Er entwickelte viele Namen, die später von Carl von Linné aufgegriffen und weiter verwendet wurden.
Überhaupt wurde die Conchologie / Malakologie, wie eigentlich alle anderen Bereiche der Zoologie auch, durch Linné und seine Nomenklatur revolutioniert, da durch ihn eine erste allgemeingültige taxonomische Vereinheitlichung und Systematik geschaffen wurde. Den Bereich der Weichtiere und Muscheln beschrieb er in einem gesonderten Kapitel seiner Systema Naturae.
In der Zeit nach Linné wurde Muschelkunde auch ein offizieller Zweig der Zoologie. Es gab aber auch in den letzten Jahrzehnten zahlreiche nennenswerte Conchologen, etwa Baron Georges Cuvier, der um das Jahr 1800 durch vergleichende anatomische Studien wesentliche Übereinstimmungen im inneren Körperbau zwischen den vermeintlich so unterschiedlichen Muscheln und Schnecken erkannte und beide in dem Tierstamm der Weichtiere zusammenfasste. Die Familie Sowerby erforschte und sammelte zwischen dem 18. und Beginn des 20. Jahrhunderts über mehrere Generationen Weichtiere. John Mawe (1764–1829) schuf mit The Voyager's Companion or Shell-Collector's Pilot wohl den ersten Naturführer für Muscheln. Hugh Cuming (1791–1865) war ein weiterer Weichtierforscher, der für seine reichhaltige Sammlung berühmt war und auch einige neue Arten entdeckt hatte. Eine weitere wichtige Arbeit war die 1830 von Thomas Say veröffentlichte American Conchology, or Descriptions of the Shells of North America, Illustrated From Coloured Figures From Original Drawings, Executed from Nature.
Der vielleicht wichtigste Conchologe des 20. Jahrhunderts war R. Tucker Abbott (1919–1995). Er veröffentlichte rund 30 Werke über Weichtiere und Muscheln. Nach ihm wurden auch einige Schneckenarten benannt, etwa die Conus abbotti oder auch die Odostomia abbotti.
Darüber hinaus gab es jedoch eine Vielzahl weiterer Wissenschaftler, die sich mit der Erforschung von Weichtierschalen befassten. Darunter viele Geologen sowie Paläontologen, die die fossilen Überreste von Schalenweichtieren aus der Erdfrühzeit untersuchen.

## Identifikation von Muscheln und Weichtieren
Zur Identifikation von Muscheln und Weichtieren werden in erster Linie generelle oder auch regionale Bestimmungsbücher sowie spezielle Schriften, bestimmte Taxa betreffend, herangezogen. Häufig helfen auch „Ikonografien“, also Bücher mit wenig Text, dafür jedoch einer Vielzahl von bildlichen Darstellungen von Muscheln bei der Bestimmung weiter. (Einige davon sind in der Literaturliste verzeichnet).
Der Stamm der Weichtiere und Muscheln ist sehr groß und die unterscheidenden Charakteristika sind selbst innerhalb einer Art nicht immer einheitlich und werden unter Fachleuten ständig diskutiert. So kommt es, dass jährlich mehrere Arten neu bestimmt oder von anderen Arten, denen sie vorher angehörten abgegrenzt werden. Man schätzt die Zahl der weltweit vorkommenden Arten auf etwa 100.000.

## Praktische Anwendung der Conchologie

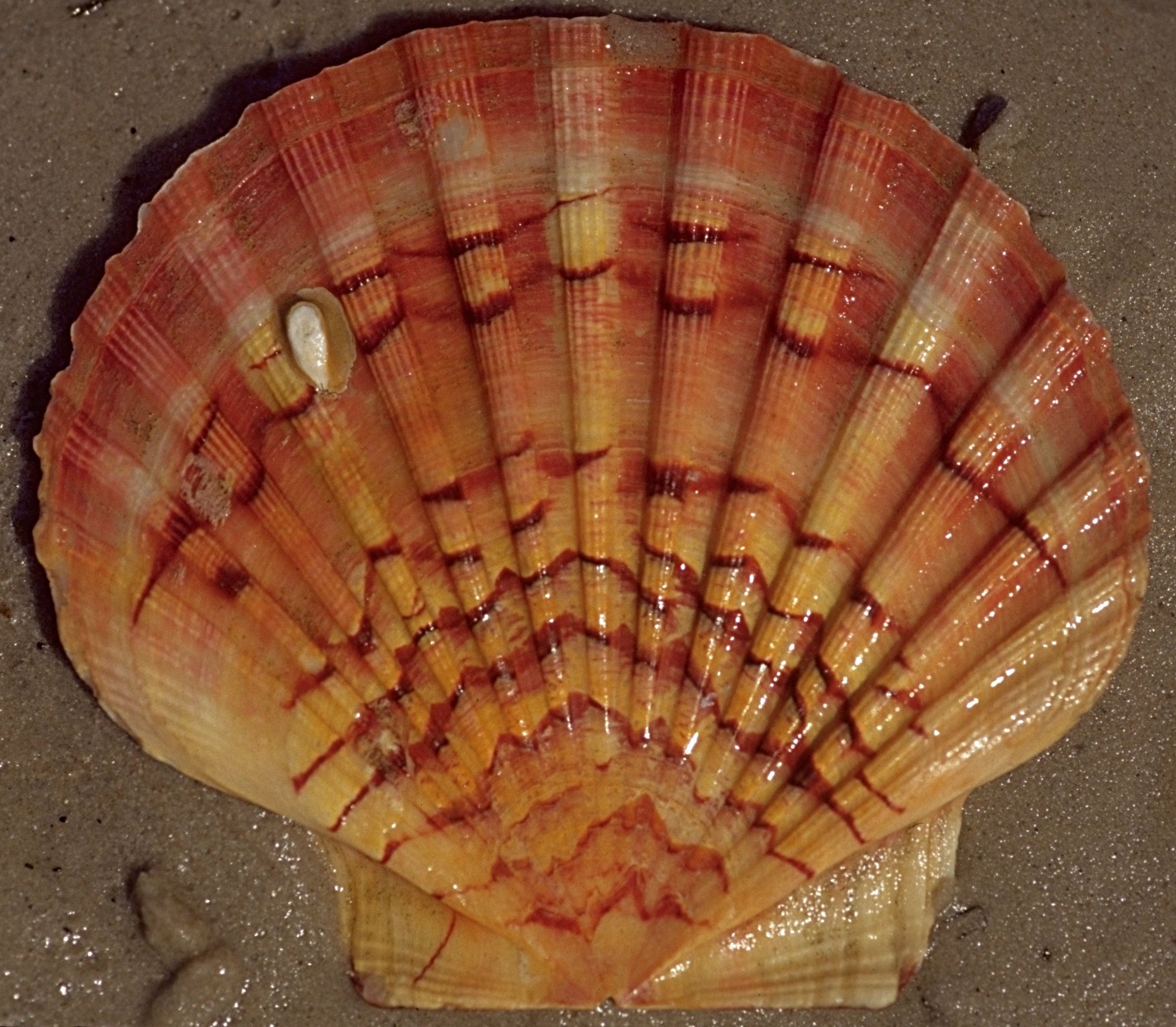
Schale der Jakobsmuschel.

Heute spielen ästhetische Gesichtspunkte, zumindest bei Conchologen / Malakologen, die sich professionell mit der Erforschung von Weichtieren und deren Schalen beschäftigen, nur noch eine untergeordnete Rolle. Bereits seit einiger Zeit liegt das Hauptaugenmerk eher auf rationalem Gebiet. So befassen sich viele Conchologen mit dem Studium von Weichtieren, die dem Menschen nützlich sind oder ihm schaden können.
Beim Studium nützlicher Weichtiere, wie etwa dem von Muscheln, die wie u. a. die Jakobsmuscheln und Austern für die Nahrungsmittelproduktion oder die Perlmuscheln, die wegen ihrer Perlen gezüchtet werden, konzentriert man sich in erster Linie auf die Ökologie und die Lebensumstände, um die Zucht erfolgreicher und produktiver zu gestalten.
Im Gegensatz dazu konzentriert man sich bei der Erforschung von für den Menschen und die Umwelt gefährlichen Weichtieren und Muscheln auf die Physiologie der Tiere, um so effektive Kontrollmöglichkeiten zu entwickeln, die möglichst wenig negative Auswirkungen auf die Umwelt haben. Ein Beispiel ist die ursprünglich in Europa beheimatete, jedoch mittlerweile in Nordamerika eingeführte Wandermuschel, die durch die Störung der natürlichen Ökosysteme und technischen Anlagen einen jährlich auf mehrere Millionen Dollar bezifferten wirtschaftlichen Schaden verursacht. Ein weiteres Beispiel sind giftige Kegelschnecken, die Nervengifte ausstoßen, welche auch dem Menschen gefährlich werden können.

## Organisationen
Ähnlich wie andere wissenschaftliche Spezialgebiete sind auch die Conchologen in verschiedenen lokalen, regionalen sowie internationalen Vereinen und Verbänden organisiert. Zu den großen Vereinigungen gehören:
- Societe internationale de Conchyliologie mit Sitz in Lausanne
- Concholists of America (Dachverband von Nordamerika).
- Conchological Society of Great Britain & Ireland
- Verein deutscher Conchyliensammler
- Conchlogische Vereinigung von Brasilien

## Museen im deutschsprachigen Raum
Es gibt zahlreiche Museen, die sich hauptsächlich oder zumindest zum Teil dem Thema Conchologie widmen.
In Deutschland nimmt das Naturmuseum Senckenberg mit Sitz in Frankfurt am Main hier eine herausragende Position ein, zum einen, da es neben dem Naturkundemuseum Berlin zu den größten Museen mit paläontologischen Abteilungen gehört, es zum anderen aber auch 140 Jahre lang die seit 1868 erscheinenden Mitteilungen der Deutschen Malakozoologischen Gesellschaft herausgab und sich intensiv mit der Erforschung fossiler sowie rezenter Weichtier-Arten befasst.
Die Zoologische Staatssammlung München beherbergt in ihrer Sektion Mollusca eine sehr reichhaltige Sammlung, die im Ursprung von Johann Baptist von Spix während einer Brasilienreise zu Beginn des 19. Jahrhunderts zusammen getragen und durch Gaben von Johannes Roth ergänzt wurde. Zu Beginn des 20. Jahrhunderts kamen noch einige umfangreiche Kollektionen hinzu. Mittlerweile gehört die Molluskensektion der Staatssammlung zu einer der umfangreichsten in Deutschland mit einem Bestand von etwa der Hälfte aller weltweit bekannten Mollusken-Arten und ist auch im Bereich der Forschung sehr aktiv.
Das in Düsseldorf ansässige Aquazoo-Löbbecke Museum beherbergt in seiner Löbbecke-Sammlung rund 250.000 sowohl fossiler als auch rezenter mariner Weichtiere.
Eine kleinere, jedoch auch sehr feine Sammlung fossiler Schalenweichtiere befindet sich im Tierpark und Fossilium Bochum. Den Schwerpunkt bildet hier die Ausstellung von Exponaten der in Mittelfranken gelegenen Fossillagerstätte Solnhofen.
In Österreich gilt das Naturhistorische Museum Wien sicher als herausragende Fakultät auf dem Gebiet der Conchologie. Die Molluskensammlung umfasst aktuell (April 2008) rund 700.000 Serien, davon ca. 2500 Typen, wobei es sich im Großteil um Schalentiere handelt. Des Weiteren ist das Landesmuseum Joanneum in Graz zu nennen, das fossile Wirbellose, hauptsächlich aus dem Steirischen Becken beherbergt.
In der Schweiz nimmt das Naturhistorische Museum Bern mit seiner vielbeachteten Abteilung Wirbellose eine exponierte Stellung ein. Die Sammlung basiert auf Hinterlassenschaften aus dem 19. Jahrhundert von Samuel Emanuel Studer sowie Robert James Shuttleworth, wurde aber durch aktuelle Schenkungen namhafter Conchologen ergänzt und erweitert.

## Trivia
- Im Jahr 1839 hat Edgar Allan Poe zusammen mit seinem Freund Thomas Wyatt, mit The Conchologist's First Book, ein als Schulbuch gedachtes Werk über Weichtiere und deren Schalen verfasst.[18]

## Fachzeitschriften und Periodika
- Acta Conchyliorum - Fachzeitschrift des Club Conchylia (de/en)
- Archiv für Molluskenkunde (de)
- Schriften zur Malakozoologie (de)
- Mitteilungen der Deutschen Malakozoologischen Gesellschaft (de)
- Malacologia - Internationales Journal der Malakologie (en)
- Basteria - Journal der niederl. Malakol. Gesellschaft (nl)
- Spirula - Nachrichtenmagazin der niederl. Malakol. Gesellschaft (nl)
- Journal of Conchology - Periodikum der Conchologischen Gesellschaft von Großbritannien